# 군사정보
군사정보(諜報情報 , military intelligence)는 군사 상의 목적 등을 위해서, 적군, 혹은 작전 지역의 상황을 파악하는데 도움을 줄 수 있는 정보 및 정보를 수집하는 첩보 활동을 의미한다.
군사 정보는 정보 수집 및 분석 접근 방식을 사용하여 지휘관의 결정을 지원하는 지침과 방향을 제공하는 군사 규율이다. 이 목표는 지휘관의 임무 요구 사항에 대한 다양한 소스의 데이터 평가를 제공하거나 작전 또는 캠페인 계획의 일부로 질문에 응답함으로써 달성된다. 분석을 제공하기 위해 지휘관의 정보 요구 사항을 먼저 식별한 다음 정보 수집, 분석 및 배포에 통합한다.
연구 분야에는 작전 환경, 적대적, 우호적, 중립적 세력, 전투 작전 지역의 민간인 및 기타 광범위한 관심 분야가 포함될 수 있다. 정보 활동은 전술에서 전략까지, 평시, 전쟁 전환기, 전쟁 중에도 모든 수준에서 수행된다.
대부분의 정부는 전문 부대와 기타 무기 및 서비스에 분석 및 정보 수집 인력을 제공하기 위한 군사 정보 역량을 유지하고 있다. 군사 및 민간 정보 역량은 협력하여 정치 및 군사 활동의 범위를 알려준다.
정보 업무를 수행하는 인력은 정식 교육을 받기 전에 분석 능력과 개인 정보를 바탕으로 선발될 수 있다.

## 업무
정보기관은 군사 목표와 작전 계획을 바탕으로 리더십의 요구에 대응해야 한다. 군사 목표는 다양한 정보 요구 사항이 파생되는 추정 프로세스에 중점을 둔다. 정보 요구 사항은 지형 및 차량이나 인력 이동에 대한 영향, 적대 세력의 배치, 지역 주민의 정서 및 적대 전투 질서의 능력과 관련될 수 있다.
정보 요구 사항에 대응하여 분석가는 기존 정보를 조사하여 사용 가능한 지식의 격차를 식별한다. 지식에 격차가 있는 경우 직원은 요구 사항을 목표로 하는 자산 수집 작업을 수행할 수 있다.
분석 보고서는 기존 자료에서 가져오든 요구 사항에 따라 수집하든 관계없이 사용 가능한 모든 정보 소스를 활용한다. 분석 보고서는 나머지 계획 직원에게 알리고 계획에 영향을 미치며 적의 의도를 예측하는 데 사용된다.
이 프로세스는 CCIRM(수집 조정 및 정보 요구 사항 관리)으로 설명된다.

## 군사정보기관

### 대한민국
- 국방정보본부

### 미국
- 미국 국방정보국
- 군사정보대 (미국)

### 기타
- 연방정보원 (독일)
- 파키스탄 정보부
- 러시아 정보총국

## 같이 보기
- 첩보
- 전장
- 기밀정보
- 방첩
- 문화적 지능
- 암호학
- 역정보
- 전자전
- 간첩 행위
- 전장의 안개
- 심문
- 수색·정찰
- 정찰위성